# Jan Werich
Jan Werich nume complet Jan Křtitel František Serafínský Werich (n. 6 februarie 1905, Smíchov⁠(d), Regatul Boemiei, Austro-Ungaria – d. 31 octombrie 1980, Praga, Cehoslovacia) a fost un actor, dramaturg, scriitor și scenarist ceh. A colaborat des cu autorii Jiří Voskovec⁠(d) și Jaroslav Ježek⁠(d).
Werich a fost un reprezentant al avangardei teatrului interbelic și mai târziu al culturii teatrale cehe postbelice. A devenit celebru în perioada interbelică ca una dintre figurile cheie ale Osvobozené divadlo⁠(d) (Teatrul Liber din Praga) de avangardă al asociației Devětsil⁠(d). A petrecut cel de-Al Doilea Război Mondial ca antifascist în exil. După război, s-a întors în Cehoslovacia, unde a primit în cele din urmă titlul de Artist Național (Národní umělec).

## Tinerețe
Jan Werich a fost singurul fiu al lui Vratislav Werich, un funcționar al Companiei Cehe de Asigurări și al soției sale Gabriela, născută Choděrová. Părinții au divorțat curând și Jan a fost crescut de tatăl său. În timpul Primului Război Mondial, când tatăl său era pe front, a locuit cu mama sa în Holešovice.
Între 1916 și 1924, Werich a urmat un „reálné gymnasium” (gimnaziu adevărat, de 8 clase) din strada Křemencova din Praga (unde a studiat și viitorul său partener de afaceri, actorul Jiří Voskovec⁠(d)). A studiat la Facultatea de Drept de la Universitatea Carolină între 1924 și 1927, de la care a plecat timpuriu pentru a-și începe cariera artistică și a stabili unul dintre cele mai importante parteneriate din viața sa. În 1929, Jan Werich s-a căsătorit cu Zdenka (Zdena), o croitoreasă și designer de costume de teatru. 

## Carieră

### Teatru
Colaborarea sa cu Jiří Voskovec și compozitorul Jaroslav Ježek a durat mai bine de 10 ani. Parteneriatul lor a fost o platformă pentru numeroasele lor satire politice de stânga, în special pentru Osvobozené divadlo⁠(d) (Teatrul Liber din Praga). Lucrarea celor trei a fost inspirată de curentul dadaist, cu dragostea lor pentru absurd, o reacție împotriva valorilor burgheze și a ororilor Primului Război Mondial.
În anii care au precedat cel de-al Doilea Război Mondial și odată cu închiderea teatrelor cehoslovace, Werich, Voskovec și Ježek au fost forțați să se exileze în Statele Unite ale Americii, în 1938, unde Voskovec și Ježek au rămas pentru tot restul vieții. Werich s-a întors în patria sa cinci ani mai târziu unde a început un parteneriat cu Miroslav Horníček⁠(d). De asemenea, a lucrat cu celebrul păpușar Jiří Trnka⁠(d) pentru a scrie basme moderne. Cu noul său partener de afaceri, Miroslav Horníček, a reluat multe dintre piesele pe care le-a creat cu Voskovec în anii 1930, dar le-a adaptat la conținutul politic specific vremii.

### Film
Jan Werich a apărut în filme precum basmul Byl jednou jeden král (cu sensul: A fost odată ca niciodată un rege), care a fost lansat în 1955, și în care a făcut multe compromisuri politice pentru a-i liniști pe cenzorii comuniști. Rolul principal al regelui a fost jucat de Jan Werich, cu Vlasta Burian în rolul sfetnicului și a fost prima lor întâlnire în fața unei camere de filmat.
Anii 1960 au fost un vârf în cariera lui Werich. După crearea Teatrului ABC s-a mutat la Teatrele Municipale din Praga (Městská divadla pražská) și apoi la Teatrul Muzical din Karlin și Nusle.
Werich a fost ales inițial de producătorul Harry Saltzman⁠(d) pentru a interpreta lui Ernst Stavro Blofeld⁠(d) în filmul cu James Bond din 1967 Nu trăiești decât de două ori. La sosirea sa în platourile studiourilor Pinewood, atât producătorul Albert R. Broccoli⁠(d), cât și regizorul Lewis Gilbert⁠(d) au simțit că este o alegere proastă, deoarece au considerat că semăna cu un „Moș Crăciun sărac și binevoitor”. Cu toate acestea, în încercarea de a face ca lucrurile să funcționeze, Gilbert a continuat filmările. După câteva zile, atât Gilbert, cât și Broccoli au stabilit că Werich nu era suficient de amenințător pentru rol și i-au pus în rolul unui Blofeld reformulat pe Donald Pleasence.

## Politică
Jan Werich a semnat în 1968 manifestul pro-reformă Dva tisíce slov⁠(d), které patří dělníkům, zemědělcům, úředníkům, vědcům, umělcům a všem (Două mii de cuvinte care aparțin muncitorilor, fermierilor, oficialilor, oamenilor de știință, artiștilor și tuturor). După invazia sovietică din 1968, el și soția sa au fugit imediat la Viena împreună cu mulți alți cehi. După lungi deliberări și-a dat seama că trebuie să se întoarcă, cu gândul la „casa lui care este castelul lui” și realizând că, dacă rămâne în străinătate, nu va mai lucra niciodată. A revenit în Cehoslovacia la începutul anului 1969. Werich s-a întâlnit cu Voskovec pentru ultima dată la Viena, Austria, în 1974. A avut oportunități limitate de a cânta în public până la moartea sa în 1980. Ultima sa apariție publică a fost în Lucerna, Praga în 1977.
Nu a semnat proclamația Cartei 77, propusă de Václav Havel, dar în cele din urmă a cedat presiunilor din partea autorităților comuniste și, pentru a putea lucra din nou, și-a proclamat public deplina loialitate față de regim, participând la „Anti-carta77" și chiar semnarea unei petiții prin care a denunțat Carta 77. Mai târziu, el a susținut că a fost păcălit să semneze și că nu știa cu adevărat pentru ce este semnătura lui, deoarece  a semnat doar foaia de prezență care a fost înlocuită cu o „declarație de credință” ulterioară.

## Deces

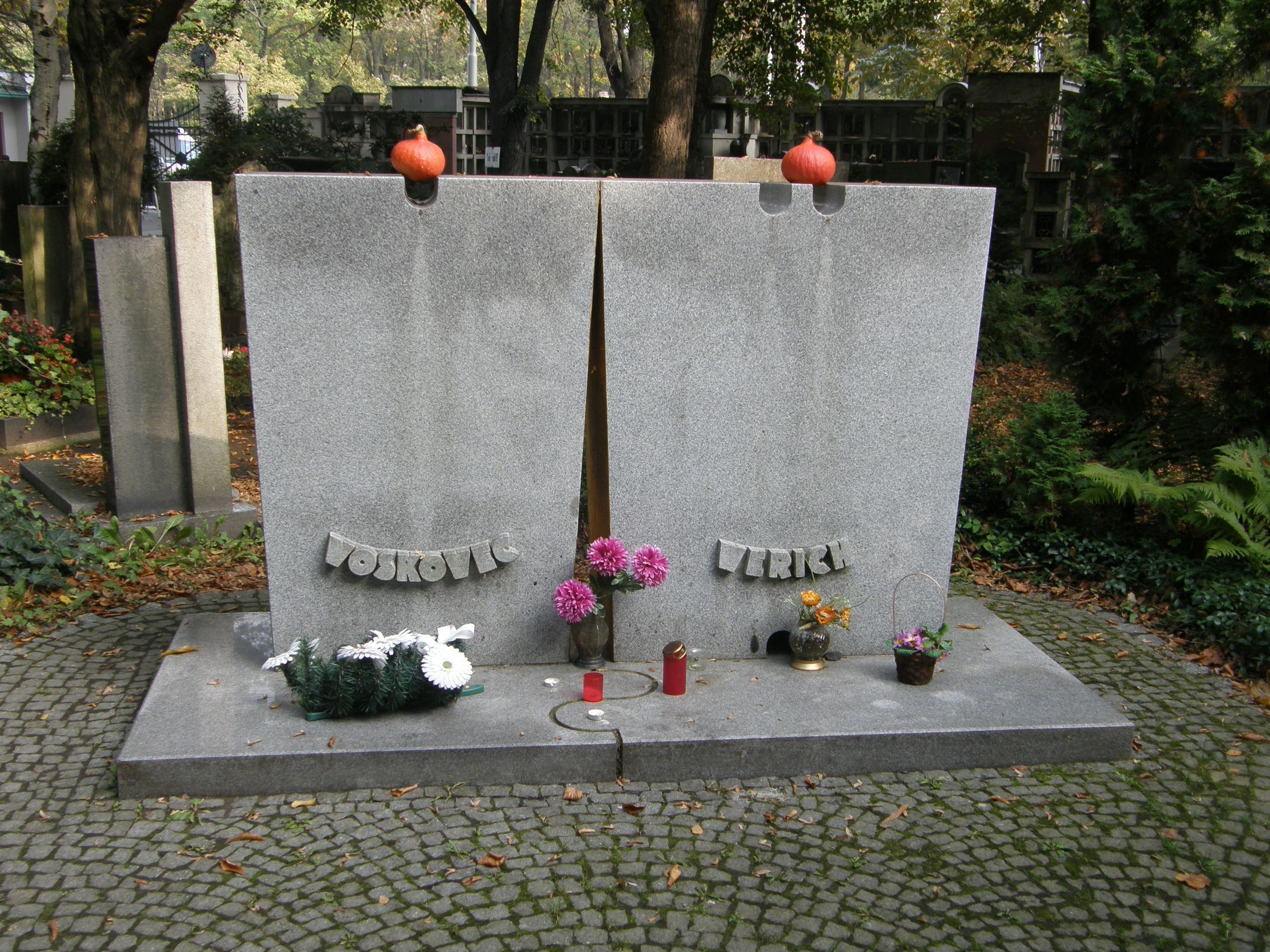
Piatra funerară a lui Voskovec și Werich din cimitirul Olšany din Praga

Werich a murit la 31 octombrie 1980, la vârsta de 75 de ani.
Planeta minoră 2418 Voskovec-Werich descoperită de Luboš Kohoutek poartă numele lui și al lui George Voskovec⁠(d).
Cu ocazia centenarului nașterii sale, Banca Națională Cehă a emis o monedă comemorativă de argint cu o valoare nominală de 200 de coroane.

## Lucrări

### Teatru
(în cooperare cu Jiří Voskovec⁠(d) )
- Vest Pocket Revue - 1927 - spectacolul a fost un mare succes (208 reluări). Ei au creat un concept complet nou al scenei aici, jucând ca clovni în machiaj alb care vorbesc nu numai între ei, ci și cu publicul. Aceștia au convenit în prealabil asupra subiectului și direcției dialogului, dar mai era loc destul de mult pentru improvizație.
- Smoking Revue - 1928
- Si pořádně zařádit - 1928; bazat pe Einen Jux al lui Nestroy va er sich machen
- Gorilla ex Machina - 1928
- Kostky jsou vrženy (Zarurile sunt aruncate) - 1929
- Premiéra skafandr (Costumul de scafandru) - 1929
- Líčení se odročuje (Procesul s-a amânat) - 1929
- Fata Morgana - 1929
- Ostrov Dynamit (Insula Dinamitei) - 1930
- Sever proti Jihu (Nord împotriva Sud) - 1930
- Don Juan and Co. - 1931
- Golem - 1931
- Cezar – 1932
- Robin zbojník (Robin Hood) - 1932
- Svět za mřížemi (O lume după gratii) - 1933 (colaborare la scenariu și cu Adolf Hoffmeister⁠(d))
- Osel a stín  - 1933
- Slaměný klobouk (Pălăria de paie) - 1933; bazat pe piesa <i>Pălăria de paie italiană</i> a lui Eugene Labiche
- Kat a blázen (Călăul și prostul) - 1934; o operă și o critică antifascistă (Ambasada Germaniei a protestat că această piesă l-a insultat pe șeful statului și, prin urmare, Werich și Voskovec au fost expulzați din teatrul „U Nováků”).
- Vždy s úsměvem  - 1934
- Panoptikum (Muzeul de ceară) - 1935
- Balada z hadrů – (Balada de cârpe) - 1935; după operele lui François Villon
- Nebe na Zemi (Raiul pe Pământ) - 1936; bazat pe The Spanish Curate⁠(d) de John Fletcher și Philip Massinger
- Rub a líc  - 1936; ulterior transformat în filmul Svět patří nám⁠(d) (1937, regia Martin Frič)
- Panorama - 1937
- Těžká Barbora –  1937; descrie un conflict între două națiuni fictive, Eidamští ("Edami") și Yberlandští ("Yberlanders⁠(d)"), cea din urmă atacând-o pe prima, prima angajează apoi doi soldați (Werich și Voskovec), care construiesc un tun din brânză (Těžká Barbora)
- Pěst na oko – (Un pumn în ochi) - 1938; oamenii refuză să învețe din istorie și repetă constant aceeași greșeală
- Divotvorný hrnec - (Oala care face minuni) - 1946; o comedie muzicală bazată pe Curcubeul lui Finian de „Yip” Harburg și Fred Saidy

### Filme
- 1931 Praf de pușcă și benzină (Pudr a benzín)
- 1932 Banii sau viața (Peníze nebo život)
- 1932 U nás v Kocourkově –  (Kocourkov⁠(d) este un „oraș al proștilor” fictiv, echivalentul ceh al lui Gotham)
- 1934 Hej rup!
- 1937 Svět patří nám
- 1949 Căderea Berlinului (Pád Berlína)
- 1951 Împăratul brutarului (Císařův pekař a pekařův císař)
- 1953 Secretul sângelui (Tajemství krve)
- 1955 A fost odată un împărat (Byl jednou jeden král), regia Bořivoj Zeman
- 1955 Vzorný kinematograf Haška Jaroslava –  (Un cinematograf exemplar al lui Jaroslav Hašek; un titlu ironic)
- 1955 Hudba z Marsu (Muzică de pe Marte; o apariție cameo ca una dintre persoanele din public)
- 1957 Facerea lumii (Stvoření světa)  (clasic animat francez/ceh, povestit de Werich în rime)
- 1961 Baronul de Münchhausen (Baron Prášil)  (o (re)interpretare cehă a Baronului de Munchausen)
- 1963 Când vine pisica (Až přijde kocour)
- 1964 Șase întrebări pentru Jan Werich (Šest otázek pro Jana Wericha)
- 1967 A 25-a oră : sergentul Constantin
- 1970 Domnul Tau și Claudia (Pan Tau a Claudie)
- 1970 Omul care a răspândit râsul (Muž, který rozdával smích)
- 1972 Domnul Tau și călătoria în jurul lumii (Pan Tau a cesta kolem světa)
- 1972 Hledá se pan Tau
- Două înghețuri (Dva mrazíci)

### Televiziune
- Medvěd – 1961 (Ursul)
- Slzy, které svět nevidí – 1962 (Lacrimile pe care lumea nu le vede)
- Kočár nejsvětější svátosti – 1962 (Carul Preasfintei Taine)
- Uspořená libra – 1964 (O liră necheltuită); bazat pe A Pound on Demand de Seán O'Casey
- Král a žena – 1967 (Regele și o femeie)
- Magnetické vlny léčí (Vindecări cu unde magnetice)

### Opere literare
- Fimfárum - basme nu numai pentru copii
- Italské prázdniny (sărbătoare italiană)
- Potlach
- Falstaffovo babi léto
- Lincoln 1933
- Povídky nejen o psech - publicat postum, o renaștere a fostei sale dorințe de a scrie o carte de povestiri despre câini. Nu au fost însă destule povestiri, așa că a fost redenumită și au fost adăugate și alte povestiri - unele dintre ele au fost publicate anterior, iar altele sunt originale, din manuscrise și scrisori.